# Graphium sisenna
Graphium sisenna is een vlinder uit de familie van de pages (Papilionidae). De wetenschappelijke naam van de soort is voor het eerst geldig gepubliceerd in 1890 door Paul Mabille. Deze naam wordt wel beschouwd als een synoniem van Graphium polistratus.